# 罗湖站 (深圳地铁)
羅湖站位於中華人民共和國廣東省深圳市罗湖區羅湖口岸與深圳火車站東廣場地下，於2004年12月28日啟用，为深圳地鐵1号綫的啟始站。車站設計以白色及湖綠色為主。
乘客出站後，可以到深圳火車站轉乘廣深鐵路，亦可以在通過羅湖口岸后，在香港的羅湖站轉乘港鐵東鐵綫。
因羅湖站連接全世界第二大的陸上口岸羅湖口岸及深圳火車站，因此成為深圳第二繁忙的地鐵站。（第一為老街站）

## 車站结构

### 車站樓層
罗湖站共设两层，地面为深圳火车站、罗湖口岸、羅湖商業城等地以及各出入口；地下一层为地铁站厅；地下二层為月台。车站总建筑面积20,298平方米，其中站厅层10,304平方米，站台层9,994平方米。
| 地面                                      | -        | 出入口 |
| 地下一层                                  | 站厅     | 售票机、客服中心、车站商店、安检机 |
| 地下一层                                  | 市政通道 | 地下行人过街通道（非付费区） |
| 地下二层                                  | 月台     | \| 側式 · 祇供下车 \| \| \| \| \| \| 1號線往机场东（国贸） \| \| 島式 · ↑開左邊车门 ↓開右邊车门 · 祇供上车 \| \| \| \| \| \| 1號線往机场东（国贸） \| \| 島式 · 祇供下车 \| \| \| \| \| \| 备用月台 \| |
| 側式 · 祇供下车                           |          | |
|                                           |          | 1號線往机场东（国贸） |
| 島式 · ↑開左邊车门 ↓開右邊车门 · 祇供上车 |          | |
|                                           |          | 1號線往机场东（国贸） |
| 島式 · 祇供下车                           |          | |
|                                           |          | 备用月台 |

### 站厅
為了方便乘客進出，站厅中部为收费区，两端为出站闸机，站厅收费区范围设有多组升降机、扶手电梯以及楼梯供乘客来往于月台。非收费区不仅设有售票机、客服中心等设施，亦同时设便利店、ATM、公共电话等服务设施。
另外，本站洗手间位于B出入口旁。

### 站台
罗湖站設有兩個島式月台及一個側式月台，位于深圳火车站西广场地底。站前设交叉渡线供所有1号线列车进行站前折返。中间的岛式站台宽度为10m，东侧侧式站台、西侧岛式站台各宽度为5.5米。本站5号月台为存车线，供备用列車在高峰期开出以疏导客流，该月台亦同时設有屏蔽門，在部分列車車門對應的位置上均裝有常規的滑動門。因此列車在存車線上可在5號月台上進行乘降。
由于西侧岛式月台的5号站台为备用月台，因此侧式月台以及最西侧的岛式月台僅供乘客下車；中間的島式月台則專供乘客上車。当列车抵达时，若停靠在左侧站台之间，则会先打开右侧车门落客，再打开左侧车门上客，若停靠在右侧站台之间则相反。由于列车停靠在左侧站台之间或右侧站台之间时，两侧车门有同时打开的机会，因此乘客可以在此时直接穿过列车到达对面站台。
值得一提的是，站台在2010年深圳地铁二期工程线路开通前夕获得编号，直到2020年随着新线路开通而更新屏蔽门导向指引物料时已不再标识站台编号。

### 出入口
罗湖站共设有八个出入口，其中D出口设有垂直电梯。
| 出口编号                           | 出口图片 | 建议前往的目的地                                                                                  |
| ---------------------------------- | -------- | ------------------------------------------------------------------------------------------------- |
| 出口 · A · 1 · 盲道标志            |          | 罗湖汽车站（常态关闭）                                                                            |
| 出口 · A · 2 · 盲道标志            |          | 罗湖口岸 （过关后可换乘港鐵 東鐵綫羅湖站）                                                        |
| 出口 · A · 3 · 盲道标志            |          | 侨社客运站（常态关闭）                                                                            |
| 出口 · B · 盲道标志 · 扶手电梯标志 |          | 深圳站东广场 罗湖长途客运站                                                                       |
| 出口 · C · 盲道标志                |          | 国铁深圳站（普通列车候车室） 深圳站东广场                                                         |
| 出口 · D · 盲道标志 · 升降机标志   |          | 国铁深圳站（广深城际候车室） 深圳站东广场                                                         |
| 出口 · E · 1 · 盲道标志            |          | 罗湖地铁商业街 深圳站下沉广场                                                                     |
| 出口 · E · 2 · 盲道标志            |          | 9号线（人民南站） 深圳香格里拉大酒店 华民大厦 大中华汇展阁 中国边检大厦 大中华环球金融中心 罗湖村 |
| 註： 設有 \| 設有 \| 設有扶手電梯  |          |                                                                                                   |

## 利用状况
罗湖站临近中国大陆及世界第二繁忙的陆路口岸罗湖口岸、广深铁路终点站深圳站，以及深圳市长途客车站罗湖汽车站，每日有大量旅客使用罗湖站换乘火车、长途客车前往中国大陆各省市，或经罗湖口岸前往香港，因而该站客流量居深圳市地铁车站客流量第二（第一为老街站）。每至春运，罗湖站更需开设临时售票点以应付人流。

## 接駁交通
本站距離9號線的人民南站只有140米左右的距離，惟兩者並非1號線與9號線的正式換乘站，乘客可在本站E1出口出站後步行前往人民南站B出口。此外，本站設有三個公交總站，附近亦有多個客運站。本站站廳亦連接深圳火車站。在香港方面，乘客出閘後須經過深圳海關辦妥出境手續後，將會經由一條橫跨深圳河、單臂斜拉式天橋步行至羅湖管制站。辦妥香港入境手續後，到達羅湖站，然後轉乘港鐵東鐵綫前往香港各區。
| \| 编号 \| 编号 \| 线路 \| 线路 \| 线路 \| 收费 \| 运营商 \| 备注 \| \| ---- \| ---------- \| ---------------------------- \| -------------------- \| -------------------- \| -------------------- \| -------------------- \| ---------------------------------------- \| \| \| 1 \| 布心总站 \| ⇆ \| 火车站 \| 2元 \| 巴士公汽 \| \| \| \| 12 \| 颂德花园公交总站 \| ⇆ \| 火车站 \| 2.5元 \| 巴士公汽 \| \| \| \| 17 \| 水库总站 \| ⇆ \| 火车站 \| 2元 \| 巴士公汽 \| \| \| \| 38 \| 桃源村总站 \| ⇆ \| 福田南总站 \| 2.5元 \| 巴士公汽 \| 合并原 41 \| \| \| 82 \| 木棉湾总站 \| ⇆ \| 火车站 \| 2元 \| 巴士公汽 \| \| \| \| 83 \| 观山祥苑公交首末站 \| ⇆ \| 火车站 \| 2元 \| 巴士公汽 \| \| \| \| 97 \| 深业东岭总站 \| ⇆ \| 火车站 \| 2元 \| 巴士公汽 \| \| \| \| 101 \| 动物园总站 \| ⇆ \| 华新村总站 \| 2.5元 \| 巴士四分 \| \| \| \| 215 \| 已于2025年1月1日停办 \| 已于2025年1月1日停办 \| 已于2025年1月1日停办 \| 已于2025年1月1日停办 \| 已于2025年1月1日停办 \| 已于2025年1月1日停办 \| \| \| 306 \| 翠枫豪园 \| ⇆ \| 火车站 \| 2.5元 \| 巴士二分 \| 原 106 \| \| \| M112 \| 清湖产业园总站 \| ⇆ \| 科学馆地铁公交接驳站 \| 3元 \| 巴士二分 \| 原 302 \| \| \| M152 \| 鸿荣源鸿创科技中心公交首末站 \| ⇆ \| 火车站 \| 2.5元 \| 西部四分 \| 原 352 \| \| \| M205 \| 盐田北综合车场 \| ⇆ \| 火车站 \| 3元 \| 巴士二分 \| 经梧桐山隧道；原 高峰专线205 \| \| \| M401 \| 清湖产业园总站 \| ⇆ \| 火车站 \| 3元 \| 巴士二分 \| 原 K302 \| \| \| M508 \| 布澜路总站 \| ⇆ \| 火车站 \| 2.5元 \| 巴士二分 \| 原 306区间 \| \| \| E13 \| 松岗马田公交总站 \| ⇆ \| 火车站 \| 10元 \| 西部二分 \| 原 K538松岗 \| \| \| E17 \| 聚龙山公园 \| ⇆ \| 火车站 \| 10元 \| 东部五分 \| 平峰期为定时班车；原 高快巴士5（第二代） \| \| \| 高峰专线73 \| 景芬路口 \| → \| 火车站 \| 2.5元 \| 巴士二分 \| 定时班车 \| |            |                              |                      |                      |                      |                      |                                          |
| 编号 | 编号       | 线路                         | 线路                 | 线路                 | 收费                 | 运营商               | 备注                                     |
| | 1          | 布心总站                     | ⇆                    | 火车站               | 2元                  | 巴士公汽             |                                          |
| | 12         | 颂德花园公交总站             | ⇆                    | 火车站               | 2.5元                | 巴士公汽             |                                          |
| | 17         | 水库总站                     | ⇆                    | 火车站               | 2元                  | 巴士公汽             |                                          |
| | 38         | 桃源村总站                   | ⇆                    | 福田南总站           | 2.5元                | 巴士公汽             | 合并原 41                                |
| | 82         | 木棉湾总站                   | ⇆                    | 火车站               | 2元                  | 巴士公汽             |                                          |
| | 83         | 观山祥苑公交首末站           | ⇆                    | 火车站               | 2元                  | 巴士公汽             |                                          |
| | 97         | 深业东岭总站                 | ⇆                    | 火车站               | 2元                  | 巴士公汽             |                                          |
| | 101        | 动物园总站                   | ⇆                    | 华新村总站           | 2.5元                | 巴士四分             |                                          |
| | 215        | 已于2025年1月1日停办         | 已于2025年1月1日停办 | 已于2025年1月1日停办 | 已于2025年1月1日停办 | 已于2025年1月1日停办 | 已于2025年1月1日停办                     |
| | 306        | 翠枫豪园                     | ⇆                    | 火车站               | 2.5元                | 巴士二分             | 原 106                                   |
| | M112       | 清湖产业园总站               | ⇆                    | 科学馆地铁公交接驳站 | 3元                  | 巴士二分             | 原 302                                   |
| | M152       | 鸿荣源鸿创科技中心公交首末站 | ⇆                    | 火车站               | 2.5元                | 西部四分             | 原 352                                   |
| | M205       | 盐田北综合车场               | ⇆                    | 火车站               | 3元                  | 巴士二分             | 经梧桐山隧道；原 高峰专线205             |
| | M401       | 清湖产业园总站               | ⇆                    | 火车站               | 3元                  | 巴士二分             | 原 K302                                  |
| | M508       | 布澜路总站                   | ⇆                    | 火车站               | 2.5元                | 巴士二分             | 原 306区间                               |
| | E13        | 松岗马田公交总站             | ⇆                    | 火车站               | 10元                 | 西部二分             | 原 K538松岗                              |
| | E17        | 聚龙山公园                   | ⇆                    | 火车站               | 10元                 | 东部五分             | 平峰期为定时班车；原 高快巴士5（第二代） |
| | 高峰专线73 | 景芬路口                     | →                    | 火车站               | 2.5元                | 巴士二分             | 定时班车                                 |

## 歷史
该站於2001年3月开工建设，并于2004年12月28日随深圳地铁1号线开通而啟用。
该站在建设初期，由于罗湖口岸及火车站地区场地不足，加上该地区不断增长的客流量，从2001年7月开始，该地区开始进行规划改造，以适应地铁的通车和客流量的增加。改造工程随罗湖地铁站的启用而完成。

## 未來發展

### 港鐵車站北移
據2020年1月《星島日報》報導，深圳市有意重新規劃羅湖口岸以及交通設施，使之改造為連接粵港兩地的重要交通樞紐，亦建議港鐵東鐵綫延長、將羅湖站北移設在深圳境内，並以一地兩檢的方式通關。建議指新安排便於轉乘深圳其他公共交通工具。如建議落實，日後香港旅客將能節省徒步到深圳市內公交或鐵路站的時間，但港鐵與香港政府稱尚未收到深圳當局的建議書，如收到具體建議將會就可行性和效益作出研究。
2021年10月，時任行政長官林鄭月娥於施政報告中公佈《北部都會區發展策略》，重新提出將探討東鐵綫延伸至深圳羅湖並設「一地兩檢」口岸的計劃。

## 外部連結
- 羅湖站乘車指南（深圳地鐵） Archive.today的存檔，存档日期2014-01-07
- 深圳罗湖地铁枢纽工程[永久]